# Библиотека имени Исмаила Гаспринского
Крымскотатарская республиканская библиотека им. Исмаила Гаспринского (крымскотат. İsmail Gasprinskiy adına Qırımtatar cumhuriyet kitaphanesi, Исмаил Гаспринский адына Къырымтатар джумхуриет китапханеси, укр. Кримськотатарська республіканська бібліотека ім. І. Гаспринського) — республиканская библиотека в Симферополе.

## Исторические сведения
Основана 24 сентября 1990 г. как филиал Централизованной библиотечной системы для взрослых Симферополя. В декабре 1995 преобразована в Республиканскую крымскотатарскую библиотеку им. И. Гаспринского.
В 1994 году Мехметом Тютюнджи в Гарлеме (Нидерланды) был разработан проект «Возрождение крымскотатарской библиотеки». Проект поддержало правительство Королевства Нидерландов и Международный фонд «Возрождение» (с сентября 1998 г.) Реализация проекта поспособствовала переходу библиотечно-информационной деятельности РКБ им. И. Гаспринского на качественно новый уровень. В мае 1999 завершена реставрация здания библиотеки.

## Фонды
В основу фонда положена личная библиотека и архив ученого-языковеда Басыра Гафарова. Библиотечный фонд литературы на крымскотатарском языке в значительной степени пополняется за счёт книг, переданных в дар от крымских татар в Крыму и за рубежом.
Объём фондов библиотеки насчитывает более 32 тысяч томов, в том числе на крымскотатарском языке 9 тысяч экземпляров. Редкие и особо ценные книги: прижизненные издания Исмаила Гаспринского, Джафера Сейдамета, Амета Озенбашлы, Османа Акчокраклы, Бекира Чобан-заде, Шевки Бекторе, Эшрефа Шемьи-заде, других деятелей крымскотатарской культуры.
К особо ценной части книжного фонда библиотеки также относятся такие документы как: фотокопии 61 тома Кадиаскерских тетрадей-дефтере, содержащих протоколы судебных процессов в Крымском ханстве с 1613 по 1780; 1800 книг довоенного издания на крымскотатарском языке поступившие из Российской государственной библиотеки; полные коллекции журналов «Эмель» (1930—1998), «Kirim» (1918), (1957—61), изданные крымскотатарской диаспорой в Румынии и Турции, газета «Ленин байрагъы» (1957—90) и журнал «Йылдыз» (1976 — по сегодняшний день), а также коллекции из личных библиотек писателей Э. Шемьи-заде, Г. Мурата, И. Асанина и др.
Алфавитный читательский каталог представлен на крымскотатарском, русском, а также на иностранном языках

## Строение
Здание библиотеки является памятником архитектуры XVI—XIX веков. Самая старая часть его, с южной стороны, построенная в XVI веке, а основное здание — в XIX. В 1910 в этом доме располагалась мектебов-рушдие (светская школа).

## Отделы
- Отдел комплектования, обработки и каталогизации
- Научно-методический отдел
- Отдел обслуживания
- Сектор архивных и рукописных материалов
- Информационно-библиографический отдел
- Сектор автоматизации

При библиотеке работает литературный клуб «Ильхам» («Вдохновение») — творческая мастерская для молодых и начинающих писателей и поэтов.

## Издательская деятельность
Ежегодно библиотека издаёт «Календарь знаменательных и памятных дат крымскотатарского народа».
В серии «Бильги чокъраги» («Источник знаний»), учредителем которой является библиотека имени Гаспринского, издано 16 наименований книг, среди них: «Деятели крымскотатарской культуры (1921—1944 г.)»: Биобиблиографический словарь; «Грезы розового сада» (Антология из средневековой крымскотатарской классической поэзии); А. Н. Самойлович Избранные труды о Крыме"; В. Ганкевич «На службе правде и просвещению» (краткий биографический очерк о Исмаила Гаспринского) и др.